# Clive Tyldesley
Clive Tyldesley (sinh ngày 25 tháng 8 năm 1954) là một bình luận viên thể thao người Anh. Kể từ năm 1998, ông đã được giao chức vụ bình luận viên bóng đá chính  thức cho ITV. Tyldesley đã bình luận mười một trận chung kết Champions League, năm trận chung kết của FA Cup và World Cup cùng một số trận đấu của giải vô địch châu Âu.